# Drolls
Drolls je hudební skupina, která interpretuje převážně evropskou hudbu středověku a renesance. „Drolls“ (od anglického „droll“ - komický, směšný) se nazývali humorné hudebně-divadelní představení, které byly populární v 16. - 17. století v Anglii.
Skupina vznikla v roce 1999 v ruském Petrozavodsku, kde všichni její členové vystudovali Petrozavodskou konzervatoř.
Větší část repertoáru Drolls tvoří písně a skladby pocházející z celé Evropy, ale hrají i hudbu ruských potulných muzikantů - skomorochů. Všechny písně Drolls zpívají v původních jazycích, a hrají na hudební nástroje, z nichž některé jsou repliky skutečných nástrojů (jedním z výrobců je člen kapely, Sergej Popov).
První album skupiny vyšlo v roce 2000 pod prostým názvem "Drolls", které již po roce následovalo jejich druhé album "Kalenda Maya".
V roce 2006 Drolls ve spolupráci se skupinou Guda nahráli desku "Zara", ve které se spojily kupadelné písně, francouzské estampie, a nejen to.
V tomtéž roce Drolls si vyzkoušeli roli herců středověkého divadla, a natočili hudebně-divadelní představení na základě souboru básní a písní "Carmina Burana".
V roce 2007 Drolls účinkovali v historickém filmu "Alexandr: Něvská bitva", během natáčení ve kterém postupně vznikl jejich nový program, odlišný od toho, co Drolls doposud dělali. Rok na to vyšlo i nové album,"Skomorochové" Archivováno 7. 12. 2019 na Wayback Machine., ve kterém muzikanti se navracejí ke kořenům, a hrají, zpívají a vyprávějí byliny jako skomorochové - ruské kočovné herce období středověku a novověku.
K 10. výročí skupiny, v roce 2009, vyšlo poslední studijní album "Decimus".
V dalších letech Drolls se začali věnovat převážně umělecké spolupráci, i v roce 2014 byl představen první společný program Drolls a sboru Petrozavodské státní univerzity pod názvem "Cantigas". Projekt měl velký úspěch, a proto v roce 2018 vznikl jejích druhý společný program pod názvem "Codex Buranus".
Na začátku roku 2019, Drolls a orchestr národních hudebních nástrojů Onego vystoupili s novými verzí skladeb z alba "Skomorochové".
Na závěr roku 2019, ke 20. výročí skupiny, Drolls a orchestr mládeže Petrozavodské konzervatoře společně připravili koncert pod názvem "Danza della Morte Nera".

## Sestava
- Dmitrij Čerevko (flétna, kornamusa, brumle, zpěv)
- Alexej Nikitin (perkuse, darbuka, zpěv)
- Pavel Popov (šalmaj, hoboj, zpěv)
- Sergej Popov (fidula, jouhikko, viola, zpěv)
- Igor Solovjev (mandolína, kantele, zpěv)

## Diskografie
- Drolls, 2000
- Kalenda Maya, 2001
- Carminus Vagantibus, 2003
- Via Sacra, 2004
- Quintus, 1999—2004
- Zara (společně se skupinou "Guda", Bělorusko), 2006
- Carmina Burana, 2007 (hudebně-divadelní představení, DVD)
- Люди Веселы (Skomorochové), 2008
- Decimus, 2009
- Cantigas, 2014 (koncertní záznam na DVD)
- Codex Buranus, 2019 (koncertní záznam na DVD)